# Maria Marc
Maria Marc, née Bertha Pauline Marie Franck le 12 juin 1876 à Berlin et décédée le 25 janvier 1955 à Ried dans la commune de Kochel am See, est une peintre allemande et la seconde femme du peintre Franz Marc.

## Biographie

### Jeunesse et formation
Maria Franck, née dans une famille bourgeoise protestante berlinoise, est la fille du comptable (puis directeur de banque) Philipp Franck (1843–1913) et de sa femme Helene Franck. À partir de 1883, elle fréquente la Höhere Mädchenschule (école des filles) de Berlin. Son talent artistique y a été favorisé, puisqu'elle y prenait des cours de piano et de chant, et qu'elle prenait également des cours dans une école d'art.
Après avoir terminé l'école, Maria Franck alla dès 1895 à l'école royale d'art de Berlin où elle suivit une formation pour être professeur de dessin. En 1899, elle prit des cours à l'université des arts de Berlin, dans l'atelier pour femmes du peintre et illustrateur Karl Storch. Elle passa l'été avec son professeur et ses camarades dans la région dite de la Suisse du Holstein afin de travailler la peinture à la lumière naturelle.
Au début de l'année 1903, Maria Franck déménage à Munich et commence des études dans la classe de Max Feldbauer (de) à l'académie des femmes du Münchner Künstlerinnenverein, puisque les femmes n'étaient pas encore autorisées à étudier à l'académie des arts.

### Rencontre avec Franz Marc

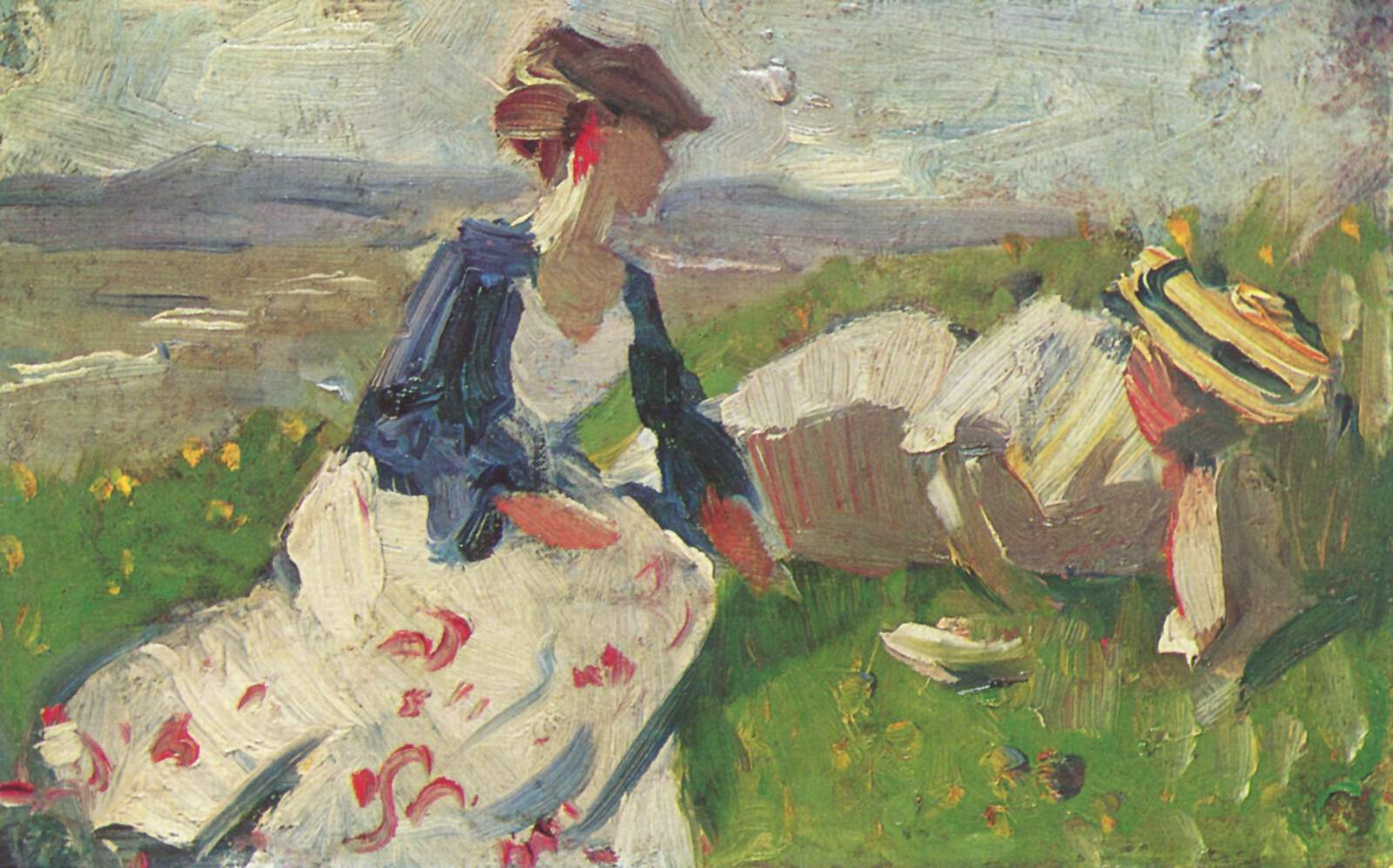
Franz Marc, Deux femmes sur la montagne, esquisse (1906). Marie Schnür (à gauche) et Maria Franck

En février 1905, Maria Franck et Franz Marc se rencontrent pour la première fois lors d’une fête costumée dans le quartier munichois de Schwabing ; ils se perdent néanmoins rapidement de vue, car Maria Franck retourna à Berlin peu de temps après. Elle passa l'été et l'automne 1905 dans colonie d'artistes Worpswede, pour dessiner sous la direction d'Otto Modersohn. En décembre, Maria Franck et Franz Marc se rencontrent à nouveau à une fête costumée, et commencent à entretenir une relation intime. Entre-temps, Franz Marc s'était lié d'amitié avec Marie Schnür, née en 1869.

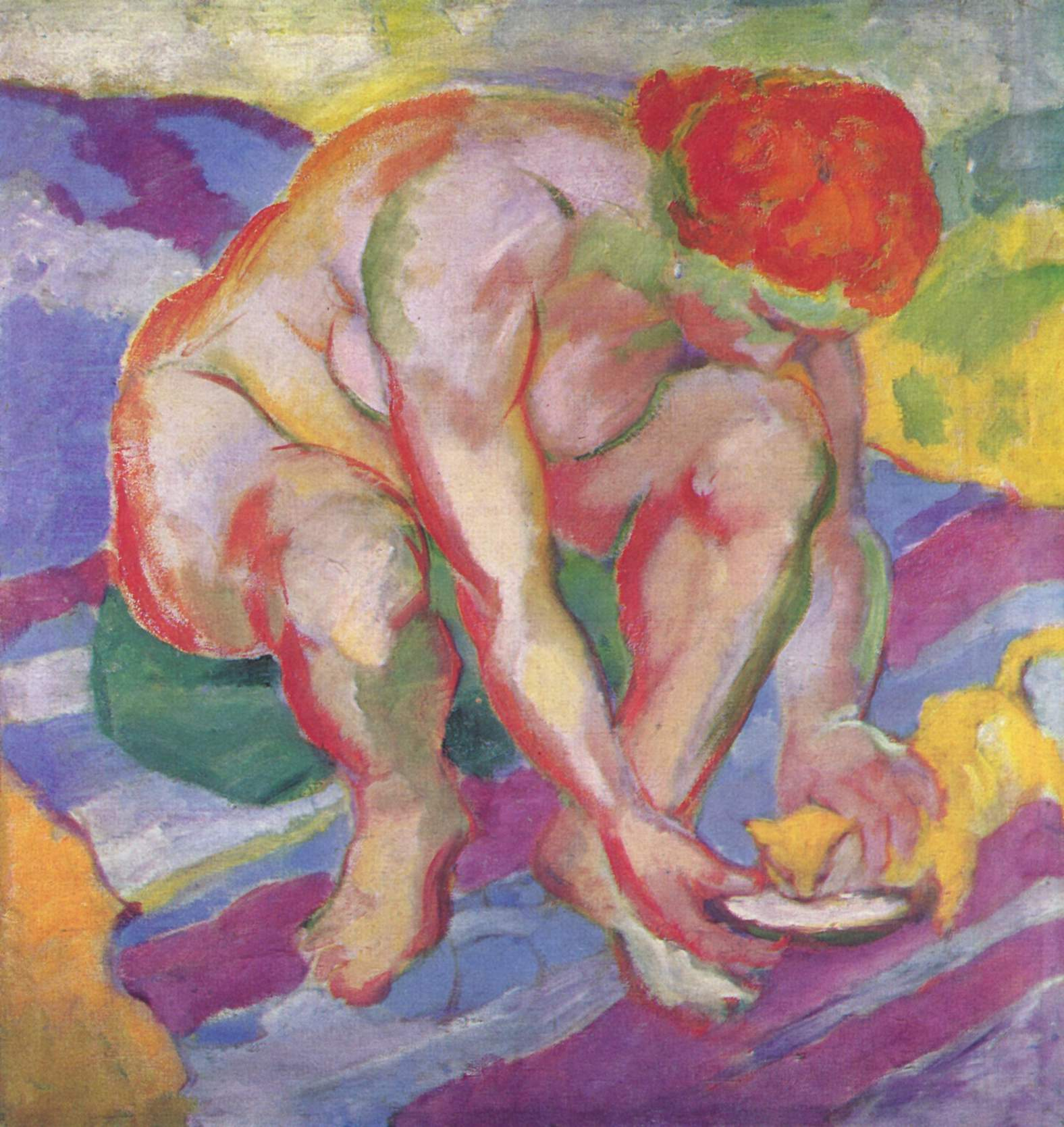
Franz Marc : Nu avec chat, 1910

En février 1906, Maria et Franz s'en vont peindre à Kochel am See. Ils y passent l'été ensemble avec Maria Schnür, et entretiennent un ménage à trois.